# Ceratoperla fazi
Ceratoperla fazi är en bäcksländeart som först beskrevs av Navás 1934.  Ceratoperla fazi ingår i släktet Ceratoperla och familjen Gripopterygidae. Inga underarter finns listade i Catalogue of Life.